# BRDC International Trophy 1950
BRDC International Trophy 1950 je bila štirinajsta neprvenstvena dirka Formule 1 v sezoni 1950. Odvijala se je 26. avgusta 1950.

## Dirka

### Finale
| Poz | Dirkač                     | Šasija           | Motor      | Krogi | Čas/Odstop    |
| --- | -------------------------- | ---------------- | ---------- | ----- | ------------- |
| 1   | Nino Farina                | Alfa Romeo 158   | Alfa Romeo | 35    | 1:07:17.0     |
| 2   | Juan Manuel Fangio         | Alfa Romeo 158   | Alfa Romeo | 35    | + 10.4s       |
| 3   | Peter Whitehead            | Ferrari 125      | Ferrari    | 35    | + 1:04.4      |
| 4   | Cuth Harrison              | ERA B            | ERA        | 35    | + 1:05.0      |
| 5   | Brian Shawe-Taylor         | ERA B            | ERA        | 34    | +1 krog       |
| 6   | Stirling Moss              | HWM              | Alta       | 34    | +1 krog       |
| 7   | Yves Giraud-Cabantous      | Talbot T26C      | Talbot     | 34    | +1 krog       |
| 8   | Louis Chiron               | Maserati 4CLT-48 | Maserati   | 33    | +2 kroga      |
| 9   | Bob Gerard                 | ERA B            | ERA        | 32    | Trčenje       |
| 10  | David Hampshire            | Maserati 4CLT-48 | Maserati   | 32    | +3 krogi      |
| 11  | Pierre Levegh              | Talbot T26C      | Talbot     | 32    | +3 krogi      |
| 12  | Philip Fotheringham-Parker | Maserati 6CM     | Maserati   | 32    | +3 krogi      |
| 13  | Geoff Richardson           | RRA              | RRA        | 31    | +4 krogi      |
| NC  | Gordon Watson              | Alta F2          | Alta       | 30    | +5 krogov     |
| Ods | Fergus Anderson            | HWM              | HWM        | 28    | Menjalnik     |
| Ods | Colin Murray               | Maserati 6CL     | Maserati   | 13    |               |
| Ods | Reg Parnell                | Maserati 4CLT-48 | Maserati   | 9     | Motor         |
| Ods | David Murray               | Maserati 4CLT-48 | Maserati   | 2     | Motor         |
| Ods | Philippe Etancelin         | Talbot T26C      | Talbot     | 2     | Zadnje vpetje |

- Najhitrejši krog: Nino Farina in Juan Manuel Fangio - 1:52

### Heat - 15 krogov
Odebeljeni dirkači so se uvrstili v finale.
| Poz | Dirkač                     | Moštvo      | Krogi | Čas/Odstop |
| --- | -------------------------- | ----------- | ----- | ---------- |
| 1   | Nino Farina                | Alfa Romeo  | 15    | 28:53      |
| 2   | Reg Parnell                | Maserati    | 15    | + 29s      |
| 3   | Peter Whitehead            | Ferrari     | 15    | + 31s      |
| 4   | Cuth Harrison              | ERA         | 15    | + 33s      |
| 5   | Philippe Etancelin         | Talbot      | 15    | + 56s      |
| 6   | Pierre Levegh              | Talbot      | 14    | +1 krog    |
| 7   | Fergus Anderson            | HWM         | 14    | +1 krog    |
| 8   | Philip Fotheringham-Parker | Maserati    | 14    | +1 krog    |
| 9   | Colin Murray               | Maserati    | 13    | +2 kroga   |
| NC  | Geoff Richardson           | RRA         | 12    | +3 krogi   |
| Ods | Tony Rolt                  | Delage 15S8 | 6     | Menjalnik  |
| Ods | Archie Butterworth         | AJB-Steyr   | 1     | Motor      |

| Poz | Dirkač                | Moštvo           | Krogi | Čas/Odstop |
| --- | --------------------- | ---------------- | ----- | ---------- |
| 1   | Juan Manuel Fangio    | Alfa Romeo       | 15    | 33:53      |
| 2   | Brian Shawe-Taylor    | ERA              | 15    | + 32s      |
| 3   | Bob Gerard            | ERA              | 15    | + 1:27     |
| 4   | David Hampshire       | Maserati         | 14    | +1 krog    |
| 5   | David Murray          | Maserati         | 14    | +1 krog    |
| 6   | Gordon Watson         | Alta             | 14    | +1 krog    |
| 7   | Louis Chiron          | Maserati         | 14    | +1 krog    |
| 8   | Yves Giraud-Cabantous | Talbot           | 14    | +1 krog    |
| 9   | Stirling Moss         | HWM              | 14    | +1 krog    |
| Ods | Joe Kelly             | Alta GP          |       | +1 krog    |
| Ods | Alberto Ascari        | Ferrari 125      | 7     | Zavrten    |
| Ods | Leslie Brooke         | Maserati 4CLT-48 | 6     | Trčenje    |
| Ods | Michael Chorlton      | Bugatti T51A     | 4     | Ventil     |
| Ods | Johnny Claes          | Talbot T26C      | 1     | Zavrten    |
| Ods | Raymond Sommer        | BRM P15          | 1     | Prenos     |